# Hydriomena agassizi
Hydriomena agassizi là một loài bướm đêm trong họ Geometridae.